# 格鲁讷瓦尔德
格鲁讷瓦尔德（德語：Grunewald，德語：[ˈɡʁuːnəˌvalt] ⓘ）是德國柏林夏洛滕堡-维尔默斯多夫区的一个下属区。
在2001年柏林行政區劃改革之前，该地屬於维爾默斯多夫区。自1981年開始，格鲁讷瓦尔德是柏林高等研究院的所在地。這裡還擁有眾多大使館。